# 菲利普斯塔德市镇
菲利普斯塔德市镇（瑞典語：Filipstads kommun）是瑞典中西部韦姆兰省的一个市镇。其治所位于菲利普斯塔德。